# Vitálio II de Antioquia
Vitálio II de Antioquia (em latim: Vitalianus) foi um dos postulantes ao cargo de bispo de Antioquia durante o período conhecido como cisma meleciano, durante a controvérsia ariana e reinou entre 376 e 384. Ele era um presbítero de Melécio de Antioquia que acabou abandonando a crença ortodoxa de Niceia para abraçar o hoje conhecemos como apolinarismo, uma forma de docetismo defendida por Apolinário de Laodiceia.

## História
Nos conta Sozomeno que as pregações de Apolinário em Antioquia conseguiram converter diversas para a sua nova doutrina, inclusive Vitálio, que era do grupo de Melécio durante o cisma. Em todas as demais características, Vitálio era considerado uma pessoa de reputação ilibada, cuidando com grande zelo e devoção dos fiéis da cidade e, por isso, ele ela muito respeitado. Por isso, ao abandonar Melécio para seguir Apolinário, ele atraiu uma grande quantidade fiéis junto com ele, grupo que ficou conhecido desde então como "vitalianos". Acredita-se que ele tenha tomado esta decisão por ressentir o pouco caso com que era tratado por Flaviano I de Antioquia, o postulante ao cargo de bispo de Antioquia entre os melecianos.
Ele tentou sem sucesso reunir os grupos homoousianos liderados por Paulino de Antioquia (os "eustatianos") e por Melécio, sem sucesso por conta da forte oposição do primeiro e da indiferença dos segundo.